# Ceratinella holocerea
Ceratinella holocerea là một loài nhện trong họ Linyphiidae.
Loài này thuộc chi Ceratinella. Ceratinella holocerea được Ralph Vary Chamberlin miêu tả năm 1949.